# スマホ映えの向こうの世界
『スマホ映えの向こうの世界』（スマホばえのむこうのせかい）は、宮川愛李の1枚目のミニアルバム。2019年6月26日にBeing内レーベル、NiM RECORDSから発売された。

## 解説
みやかわくんの妹によるデビュー作品。初回限定盤には4月に東京・マイナビBLITZ赤坂で行われたワンマンライブ「宮川愛李 First Live～はじめてのわんまん～」より3曲のライブ映像と「欠落カレンドラ」のミュージックビデオが収められる。

## 収録曲
CD
1. 「ハジメマシテ」
2. 欠落カレンドラ
日本テレビ系『バズリズム02』6月オープニングテーマ
3. RAKKA↓KKA
4. 星が泣いた夜に
5. メランコリック
MBS系『コーヒー&バニラ』エンディングテーマ
6. スマホ映えの向こうの世界

DVD
- LIVE映像メドレー3曲
  - 「ハジメマシテ」
  - メランコリック
  - 星が泣いた夜に
- ミュージックビデオ
  - 欠落カレンドラ

## レコーディング参加
- 佐野康夫 - ドラム
- 日向秀和 - ベース（ストレイテナー、Nothing's Carved In Stone）
- 櫻井陸来 - ベース
- 西川進 - ギター
- 是永巧一 - ギター
- 宮崎裕介 - キーボード
- サカイダユーキ -ギター、プログラミング